# Kerkfabriek van Sint-Pieter
De Kerkfabriek van Sint-Pieter (Italiaans: Fabrica di St. Pietro) is een instelling van de Heilige Stoel. Het betreft hier de kerkfabriek van de Sint-Pietersbasiliek. In Pastor Bonus een apostolische constitutie van paus Johannes Paulus II is de taak van de Kerkfabriek als volgt omschreven:
De (Kerk)Fabriek van de Heilige Petrus gaat voort om te zorgen voor de zaken die de Basiliek van de Voornaamste van de Apostelen aangaan, zowel wat betreft de conservatie en het decorum van het gebouw als wat betreft de interne discipline van bewakers en van de pelgrims, die de tempel voor een bezoek betreden, volgens de eigen wetten. In alles, waarvoor dit nodig is, handelen de Oversten van Fabriek gemeenschappelijk met het Kapittel van dezelfde Basiliek.

## Presidenten van de Kerkfabriek van Sint-Pieter
- Paolo Marella (1961-1983)
- Aurelio Sabattani (1983-1991)
- Virgilio Noè (1991-2002)
- Francesco Marchisano (2002-2004)
- Angelo Comastri (2005-2021)
- Mauro Gambetti (2021-heden)